# Julius Kocian
Julius Kocian (22. května 1852, Ústí nad Orlicí – 31. října 1913, tamtéž) byl český houslista a hudební pedagog a také otec houslisty a skladatele Jaroslava Kociana.

## Život
Narodil se v Ústí nad Orlicí v domě čp. 171 do rodiny soukeníka Petra Kociana a jeho ženy Anny, rozené Novákové. Vyrůstal v početné rodině, měl 13 sourozenců, nejstarší byla sestra Cecílie (*1839), další následovala Beáta (*1839), pak bratři Roman (*1841) a Ewald (*1843), dále sestry Anastázie (*1845), Marie (*1847), Lucie (*1848) a Julie (*1851), další pak byli bratři Petr (*1854), Alois (*1856) a Karel (*1858), sestra Anna (*1862) a bratr Petr (*1864)
V jedenácti letech byl na doporučení Jana Ludevíta Lukese přijat za fundatistu křížovnického kláštera a vokalistu kostela křížovníků v Praze. V letech 1870–73 navštěvoval učitelský ústav v Praze, po jehož absolvování nastoupil do rodného Ústí na chlapeckou měšťanskou školu. V roce 1873 dal podnět ke vzniku Společnosti mladých sil pěveckých a hudebních, ze které se v roce 1875 vytvořilo pěvecké kvarteto a v roce 1878 se rozšířilo na okteto. Založil a vedl dívčí pěveckou školu. Pro začátečníky napsal houslovou školu Základové hry na housle (Olomouc, 1888), jíž v roce 1905 spolu se synem Jaroslavem přepracoval na Počátky hry na housle. Patřil mezi starší Cecilské hudební jednoty.
Oženil se s Marií Korábovou (1858-1927), s níž měl pět dětí, dcery Julii (*1879), Marii (*1881) a Emilii (*1894) a syny Jaroslava (*1883) a Oldřicha (*1889).
Se svým švagrem Janem Mazánkem patřil k vůdčím osobnostem místního Volného sdružení divadelních ochotníků, z něhož se v roce 1896 stal Spolek divadelních ochotníků Vicena, jehož se Julius Kocian za své zásluhy o ústecké divadelnictví stal čestným členem.
Zemřel roku 1913 a byl pohřben v rodinné hrobce na Městském hřbitově v Ústí nad Orlicí.